# Priska Madelyn Nugroho
Priska Madelyn Nugroho (29 mei 2003) is een tennisspeelster uit Indonesië. Zij begon op zevenjarige leeftijd met het spelen van tennis. Haar favoriete ondergrond is hardcourt. Zij speelt rechtshandig en heeft een tweehandige backhand.

## Loopbaan
Als veertienjarige won zij op de WTA Finals 2017 in Singapore het Future Stars-evenement in de categorie tot en met veertien jaar.
In 2020 won Nugroho samen met Filipino Alexandra Eala het meisjesdubbelspeltoernooi van het Australian Open.
In juli/augustus 2022 won Nugroho drie enkelspeltitels op de ITF-toernooien van Monastir.
Tot op heden(juni 2023) won zij in het dubbelspel elf ITF-titels, en vijf in het enkelspel.

### Tennis in teamverband
In 2021 maakte Nugroho deel uit van het Indonesische Fed Cup-team – zij vergaarde daar een winst/verlies-balans van 4–4.

## Posities op deWTA-ranglijst
Positie per einde seizoen:
| jaar | rang enkelspel | rang dubbelspel |
| ---- | -------------- | --------------- |
| 2021 | 1153           | 890             |
| 2022 | 512            | 270             |